# William Harry Jellema
William Harry Jellema (1893-1982) foi o fundador do Departamento de Filosofia do Calvin College.
Ele ensinou no Calvin College de 1920 a 1936, transferido para a Universidade de Indiana e depois retornou a Calvin de 1948 a 1963. Três de seus alunos foram eleitos presidente da American Philosophical Association, e dois de seus alunos entregaram as Conferências de Gifford. Alvin Plantinga descreveu Jellema como "por todas as probabilidades... o professor de filosofia mais talentoso que eu já encontrei" e "obviamente em serio e sincero sobre o cristianismo, ele também era um cristão maravilhosamente pensativo e reflexivo".
As Leituras de Jellema no Calvin College são nomeadas em sua homenagem. Os palestrantes anteriores de Jellema incluíram JR Lucas (1987), Richard Swinburne (1988), Marilyn McCord Adams (1992), Sarah Coakley (2001) e Nancey Murphy (2009). Há também uma sala de estudo no Salão Hiemenga de Calvin College chamado Jellema Room, que contém a biblioteca de Jellema.